# 向前走
《向前走》（白話字：Hiòng-chiân Kiâⁿ，臺羅：Hiòng-tsiân Kiânn）是台灣歌手林強發行的第一張台語流行音樂專輯，共賣了四十多萬張。這張專輯引進搖滾樂風格，打破傳統台語流行音樂悲情曲風，被視為新臺語歌運動代表作品之一。而《向前走》除了榮獲第3屆金曲獎最佳演唱專輯製作人獎，專輯中所收錄之同名主打歌《向前走》亦獲得最佳年度歌曲獎。

## 專輯製作過程
民國78年（1989年），《向前走》就開始錄製，並且由陳昇、李宗盛共同完成專輯的製作過程，另外林強、李正帆、黃韻玲、羅紘武等人擔任專輯的主要編曲人，大部分的詞曲創作是由林強完成，還有陳昇、許心怡、郭婌齡、林暐 等人跟林強聯合創作一些歌曲。最後《向前走》專輯在1990年12月7日、1991年1月17日，正式以三種不同方式來發行。

## 專輯版本
- 首版：以黑膠唱片、卡式錄音帶這兩種出版型式，在1990年12月7日發行。
- 再版：
  - 雷射唱片版：在1991年1月17日發行[3]。
  - 「滾石K2」版：於2004年6月9日重新發行[4]。

## 曲目
| 曲序 | 曲目         |                | 作曲      | 编曲   |
| ---- | ------------ | -------------- | --------- | ------ |
| 1.   | 平凡的老百姓 | 林強           | 林強      | 李正帆 |
| 2.   | 向前走       | 林強           | 林強      | 羅紘武 |
| 3.   | 未振未動     | 林彧           | 林強&林暐 | 李正帆 |
| 4.   | 給你的信     | 許心怡         | 林強      | 李正帆 |
| 5.   | 夢中人       | 陳昇&林強&郭齡 | 陳昇      | 黃韻玲 |
| 6.   | 黑輪伯仔     | 陳昇&林強      | 陳昇&林強 | 黃韻玲 |
| 7.   | 天和地       | 林強           | 林強      | 林強   |
| 8.   | 閃閃爍       | 林強           | 林強      | 李正帆 |
| 9.   | 深山林內有獅 | 林強           | 林強      | 黃韻玲 |
| 10.  | 這款的代誌   | 陳昇&林強      | 陳昇&林強 | 黃韻玲 |

## 獎項
| 頒獎典禮    | 獎項                     | 作品         | 名單                         | 結果 |
| ----------- | ------------------------ | ------------ | ---------------------------- | ---- |
| 第3屆金曲獎 | 年度歌曲獎               | 《向前走》   | 林強                         | 獲獎 |
| 第3屆金曲獎 | 最佳方言歌曲作詞人獎     | 《向前走》   | 林強                         | 提名 |
| 第3屆金曲獎 | 最佳方言歌曲作詞人獎     | 《黑輪伯仔》 | 陳昇                         | 提名 |
| 第3屆金曲獎 | 最佳單曲歌唱錄影帶影片獎 | 《向前走》   |                              | 提名 |
| 第3屆金曲獎 | 最佳演唱專輯製作人獎     | 《向前走》   | 陳昇、李宗盛、周世暉、羅紘武 | 獲獎 |

## 資料來源
1. 1 2  . taik.streetvoice.com.   [2023-07-04]. （原始内容存档于2016-03-04）.
2. ↑  . web.archive.org. 2006-02-11  [2023-07-04]. 原始内容存档于2006-02-11.
3. 1 2  . roxytom.bluecircus.net.   [2023-07-04]. （原始内容存档于2020-12-07）.
4. ↑  . www.books.com.tw.   [2023-07-04]. （原始内容存档于2023-07-04）.